# Psilosticha
Psilosticha là một chi bướm đêm thuộc họ Geometridae.

## Hình ảnh

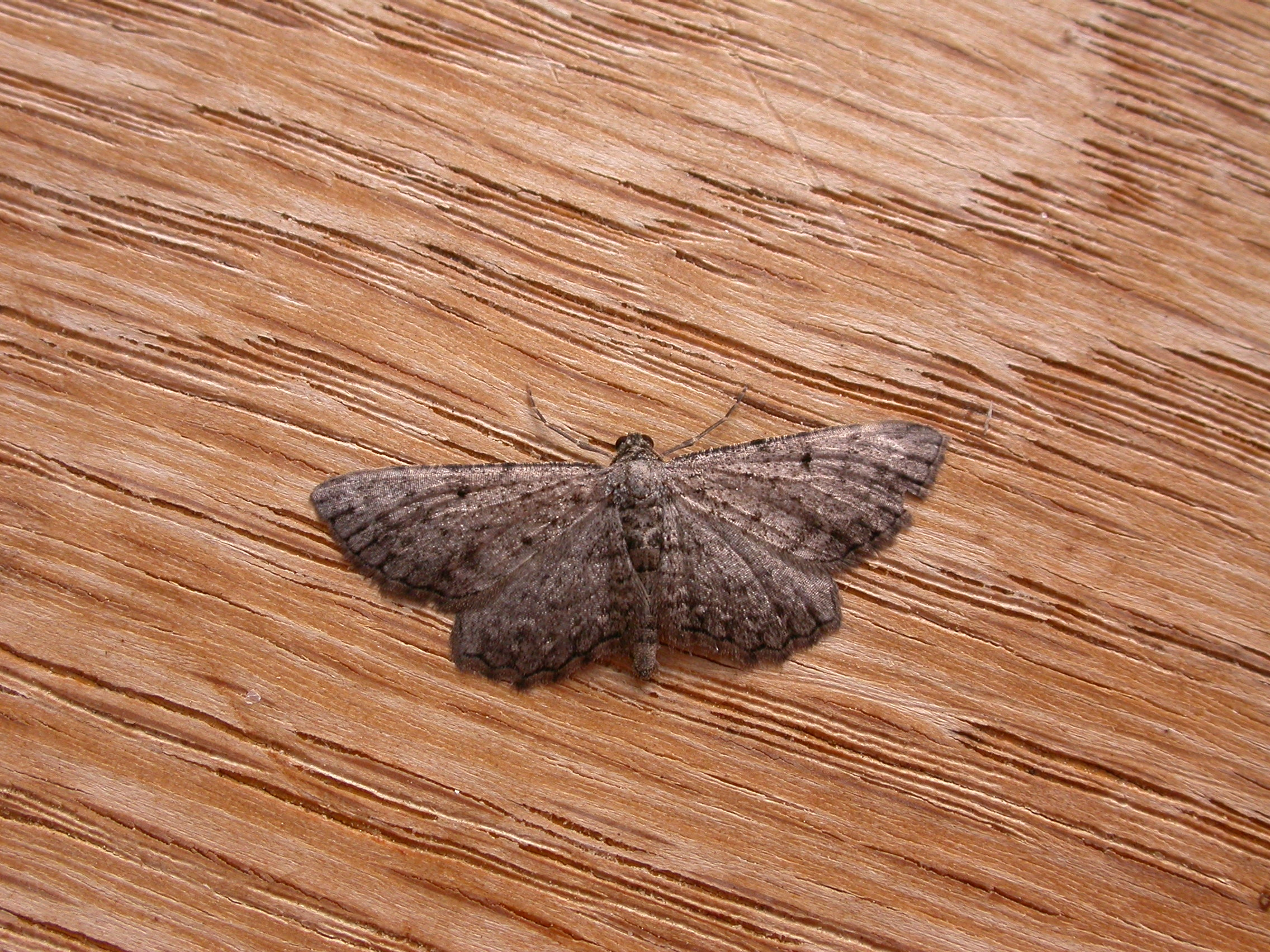